# Tajna povijest
Tajna povijest je prva knjiga američke književnice Donne Tartt. 
Radnja je smještena u Novoj Engleskoj i govori o skupini šest blisko povezanih učenika klasike u malom, elitnom koledžu u Vermontu.